# 1re étape du Tour de France 1997
Pour un article plus général, voir Tour de France 1997.
La première étape du Tour de France 1997 s'est déroulée le 6 juillet 1997 entre Rouen et Forges-les-Eaux  sur un parcours de 192 km. Elle a été remportée par l'Italien Mario Cipollini.

## Récit
Avec ses larges espaces verts et ses lointains dont les teintes sont aussi douces que les formes, la Normandie est semée de pièges dans lesquels tombèrent des coureurs aussi prestigieux que Charly Gaul, Federico Bahamontes, Fred De Bruyne ou Greg LeMond. "C'est à Lisieux que j'ai perdu, à cause d'une crevaison, la minute qui m'a manqué pour gagner le Tour 1964"  Et c'est à Forges-les-Eaux que son compatriote Luc Leblanc, décidément malchanceux, a connu sa première désillusion du Tour 1997 . L'ancien champion du monde figure sur la liste des victimes de cette étape marquée par une chute massive qui désintégra le peloton à 11 kilomètres du but et provoqua l'abandon de Gilles Talmant.
Rejeté à l'arrière en compagnie de Zülle, Brochard, Jaskula, Agnolutto, Bartoli, Hervé et Gaumont, il a perdu d'entrée 1 min 35 s tandis que Riis, Gotti, Berzin, Dufaux, Tchmil, Ekimov, Heulot, Laurent Roux, Elli et Escartin, prisonniers d'un deuxième groupe limitent leur retard à 58". Au moment de l'accident, le gros des forces, propulsé à vive allure, s'apprêtaient à rejoindre Knavis, Colombo et Kasputis, échappés depuis près de 90 kilomètres. Les Saeco roulaient pour Mario Cipollini, les Mapei pour Tom Steels, champion de Belgique, l'équipe du maillot jaune, Gan, pour Frédéric Moncassin, le champion des secondes places. Une fois de plus, le frustré de Paris-Roubaix et du championnat de France allait passer à côté du jackpot... Sans trop de regrets. "L'arrivée en faux plat ne m'avantageait pas, et, de toute façon, Cipollini était le plus fort. Je suis revenu à la hauteur de son pédalier. C'est tout ce que j'ai pu faire."
Dès le premier jour, le Tour nous a donc restitué le beau Mario, "Super Mario" dans toute sa splendeur, véritable bête du sprint. Avec ses 192 centimètres, son physique apollinien, sa silhouette de play-boy et son cuissard au drapeau étoilé, il remporte une nouvelle fois une étape du Grand Tour assorti d'un maillot jaune, le second de sa carrière.

## Classement de l'étape
| \| Classement de l'étape \| Classement de l'étape \| Classement de l'étape \| Classement de l'étape \| Classement de l'étape \| \| Coureur \| Coureur \| Pays \| Équipe \| Temps \| \| --------------------- \| --------------------- \| --------------------- \| ------------------------------- \| --------------------- \| \| 1er \| Mario Cipollini \| Italie \| Saeco-Estro \| 4 h 39 min 59 s \| \| 2e \| Tom Steels \| Belgique \| Mapei-GB \| + 0 s \| \| 3e \| Frédéric Moncassin \| France \| Gan \| + 0 s \| \| 4e \| Erik Zabel \| Allemagne \| Deutsche Telekom \| + 0 s \| \| 5e \| Robbie McEwen \| Australie \| Rabobank \| + 0 s \| \| 6e \| Nicolas Jalabert \| France \| Cofidis-Le Crédit par Téléphone \| + 0 s \| \| 7e \| Gordon Fraser \| Canada \| Mutuelle de Seine-et-Marne \| + 0 s \| \| 8e \| Nicola Minali \| Italie \| Batik-Del Monte \| + 0 s \| \| 9e \| François Simon \| France \| Gan \| + 0 s \| \| 10e \| Mario Traversoni \| Italie \| Mercatone Uno \| + 0 s \| |                    |           |                                 |                 |
| |                    |           |                                 |                 |
| |                    |           |                                 |                 |
| Classement de l'étape |                    |           |                                 |                 |
| Coureur | Coureur            | Pays      | Équipe                          | Temps           |
| 1er | Mario Cipollini    | Italie    | Saeco-Estro                     | 4 h 39 min 59 s |
| 2e | Tom Steels         | Belgique  | Mapei-GB                        | + 0 s           |
| 3e | Frédéric Moncassin | France    | Gan                             | + 0 s           |
| 4e | Erik Zabel         | Allemagne | Deutsche Telekom                | + 0 s           |
| 5e | Robbie McEwen      | Australie | Rabobank                        | + 0 s           |
| 6e | Nicolas Jalabert   | France    | Cofidis-Le Crédit par Téléphone | + 0 s           |
| 7e | Gordon Fraser      | Canada    | Mutuelle de Seine-et-Marne      | + 0 s           |
| 8e | Nicola Minali      | Italie    | Batik-Del Monte                 | + 0 s           |
| 9e | François Simon     | France    | Gan                             | + 0 s           |
| 10e | Mario Traversoni   | Italie    | Mercatone Uno                   | + 0 s           |

## Classement général
Grâce aux bonifications engrangées au cours de l'étape, l'Italien Mario Cipollini (Saeco-Estro) s'empare du maillot jaune de leader. Il devance l'ancien leader Chris Boardman (Gan) de dix secondes et Jan Ullrich (Deutsche Telekom) de douze secondes. Evgueni Berzin (Batik-Del Monte) termine à près d'une minute de la tête de course et perd sa place dans le top 10 au classement.
| \| Classement général \| Classement général \| Classement général \| Classement général \| Classement général \| \| Coureur \| Coureur \| Pays \| Équipe \| Temps \| \| ------------------ \| ------------------- \| ------------------ \| ------------------------------- \| ------------------ \| \| 1er \| Mario Cipollini \| Italie \| Saeco-Estro \| 4 h 48 min 09 s \| \| 2e \| Chris Boardman \| Royaume-Uni \| Gan \| + 10 s \| \| 3e \| Jan Ullrich \| Allemagne \| Deutsche Telekom \| + 12 s \| \| 4e \| Tony Rominger \| Suisse \| Cofidis-Le Crédit par Téléphone \| + 15 s \| \| 5e \| Abraham Olano \| Espagne \| Banesto \| + 20 s \| \| 6e \| Tom Steels \| Belgique \| Mapei-GB \| + 24 s \| \| 7e \| Servais Knaven \| Pays-Bas \| TVM-Farm Frites \| + 25 s \| \| 8e \| Erik Dekker \| Pays-Bas \| Rabobank \| + 27 s \| \| 9e \| Oscar Camenzind \| Suisse \| Mapei-GB \| + 27 s \| \| 10e \| Frank Vandenbroucke \| Belgique \| Mapei-GB \| + 28 s \| |                     |             |                                 |                 |
| |                     |             |                                 |                 |
| |                     |             |                                 |                 |
| Classement général |                     |             |                                 |                 |
| Coureur | Coureur             | Pays        | Équipe                          | Temps           |
| 1er | Mario Cipollini     | Italie      | Saeco-Estro                     | 4 h 48 min 09 s |
| 2e | Chris Boardman      | Royaume-Uni | Gan                             | + 10 s          |
| 3e | Jan Ullrich         | Allemagne   | Deutsche Telekom                | + 12 s          |
| 4e | Tony Rominger       | Suisse      | Cofidis-Le Crédit par Téléphone | + 15 s          |
| 5e | Abraham Olano       | Espagne     | Banesto                         | + 20 s          |
| 6e | Tom Steels          | Belgique    | Mapei-GB                        | + 24 s          |
| 7e | Servais Knaven      | Pays-Bas    | TVM-Farm Frites                 | + 25 s          |
| 8e | Erik Dekker         | Pays-Bas    | Rabobank                        | + 27 s          |
| 9e | Oscar Camenzind     | Suisse      | Mapei-GB                        | + 27 s          |
| 10e | Frank Vandenbroucke | Belgique    | Mapei-GB                        | + 28 s          |

## Classements annexes
| Classement par points | Classement par points | Classement par points | Classement par points | Classement par points |
| Coureur               | Coureur               | Pays                  | Équipe                | Points                |
| --------------------- | --------------------- | --------------------- | --------------------- | --------------------- |
| 1er                   | Mario Cipollini       | Italie                | Saeco-Estro           | 43 pts                |
| 2e                    | Tom Steels            | Belgique              | Mapei-GB              | 30 pts                |
| 3e                    | Frédéric Moncassin    | France                | Gan                   | 26 pts                |
| 4e                    | Erik Zabel            | Allemagne             | Deutsche Telekom      | 24 pts                |
| 5e                    | Jeroen Blijlevens     | Pays-Bas              | TVM-Farm Frites       | 24 pts                |

| Classement par points | Classement par points | Classement par points | Classement par points | Classement par points |
| Coureur               | Coureur               | Pays                  | Équipe                | Points                |
| --------------------- | --------------------- | --------------------- | --------------------- | --------------------- |
| 1er                   | Mario Cipollini       | Italie                | Saeco-Estro           | 43 pts                |
| 2e                    | Tom Steels            | Belgique              | Mapei-GB              | 30 pts                |
| 3e                    | Frédéric Moncassin    | France                | Gan                   | 26 pts                |
| 4e                    | Erik Zabel            | Allemagne             | Deutsche Telekom      | 24 pts                |
| 5e                    | Jeroen Blijlevens     | Pays-Bas              | TVM-Farm Frites       | 24 pts                |

| Classement de la montagne | Classement de la montagne | Classement de la montagne | Classement de la montagne       | Classement de la montagne |
| Coureur                   | Coureur                   | Pays                      | Équipe                          | Points                    |
| ------------------------- | ------------------------- | ------------------------- | ------------------------------- | ------------------------- |
| 1er                       | Artūras Kasputis          | Lituanie                  | Casino, c'est votre équipe      | 10 pts                    |
| 2e                        | Laurent Brochard          | France                    | Festina-Lotus                   | 10 pts                    |
| 3e                        | Cyril Saugrain            | France                    | Cofidis-Le Crédit par Téléphone | 8 pts                     |
| 4e                        | François Simon            | France                    | Gan                             | 5 pts                     |
| 5e                        | Luca Colombo              | Italie                    | Batik-Del Monte                 | 4 pts                     |

| Classement de la montagne | Classement de la montagne | Classement de la montagne | Classement de la montagne       | Classement de la montagne |
| Coureur                   | Coureur                   | Pays                      | Équipe                          | Points                    |
| ------------------------- | ------------------------- | ------------------------- | ------------------------------- | ------------------------- |
| 1er                       | Artūras Kasputis          | Lituanie                  | Casino, c'est votre équipe      | 10 pts                    |
| 2e                        | Laurent Brochard          | France                    | Festina-Lotus                   | 10 pts                    |
| 3e                        | Cyril Saugrain            | France                    | Cofidis-Le Crédit par Téléphone | 8 pts                     |
| 4e                        | François Simon            | France                    | Gan                             | 5 pts                     |
| 5e                        | Luca Colombo              | Italie                    | Batik-Del Monte                 | 4 pts                     |

| Classement du meilleur jeune | Classement du meilleur jeune | Classement du meilleur jeune | Classement du meilleur jeune | Classement du meilleur jeune |
| Coureur                      | Coureur                      | Pays                         | Équipe                       | Temps                        |
| ---------------------------- | ---------------------------- | ---------------------------- | ---------------------------- | ---------------------------- |
| 1er                          | Jan Ullrich                  | Allemagne                    | Deutsche Telekom             | 4 h 48 min 21 s              |
| 2e                           | Frank Vandenbroucke          | Belgique                     | Mapei-GB                     | + 16 s                       |
| 3e                           | Daniele Nardello             | Italie                       | Mapei-GB                     | + 25 s                       |
| 4e                           | George Hincapie              | États-Unis                   | US Postal Service            | + 25 s                       |
| 5e                           | Peter Luttenberger           | Autriche                     | Rabobank                     | + 27 s                       |

| Classement du meilleur jeune | Classement du meilleur jeune | Classement du meilleur jeune | Classement du meilleur jeune | Classement du meilleur jeune |
| Coureur                      | Coureur                      | Pays                         | Équipe                       | Temps                        |
| ---------------------------- | ---------------------------- | ---------------------------- | ---------------------------- | ---------------------------- |
| 1er                          | Jan Ullrich                  | Allemagne                    | Deutsche Telekom             | 4 h 48 min 21 s              |
| 2e                           | Frank Vandenbroucke          | Belgique                     | Mapei-GB                     | + 16 s                       |
| 3e                           | Daniele Nardello             | Italie                       | Mapei-GB                     | + 25 s                       |
| 4e                           | George Hincapie              | États-Unis                   | US Postal Service            | + 25 s                       |
| 5e                           | Peter Luttenberger           | Autriche                     | Rabobank                     | + 27 s                       |

| Classement par équipes | Classement par équipes          | Classement par équipes | Classement par équipes |
| Équipe                 | Équipe                          | Pays                   | Temps                  |
| ---------------------- | ------------------------------- | ---------------------- | ---------------------- |
| 1re                    | Deutsche Telekom                | Allemagne              | 14 h 25 min 33 s       |
| 2e                     | Cofidis-Le Crédit par Téléphone | France                 | + 9 s                  |
| 3e                     | Rabobank                        | Pays-Bas               | + 9 s                  |
| 4e                     | Gan                             | France                 | + 16 s                 |
| 5e                     | US Postal Service               | États-Unis             | + 18 s                 |

| Classement par équipes | Classement par équipes          | Classement par équipes | Classement par équipes |
| Équipe                 | Équipe                          | Pays                   | Temps                  |
| ---------------------- | ------------------------------- | ---------------------- | ---------------------- |
| 1re                    | Deutsche Telekom                | Allemagne              | 14 h 25 min 33 s       |
| 2e                     | Cofidis-Le Crédit par Téléphone | France                 | + 9 s                  |
| 3e                     | Rabobank                        | Pays-Bas               | + 9 s                  |
| 4e                     | Gan                             | France                 | + 16 s                 |
| 5e                     | US Postal Service               | États-Unis             | + 18 s                 |